# Bartolomeo Coriolano
Bartolomeo Coriolano (1590 ou vers 1599 - 1676 ; parfois francisé Barthélémy Coriolan) est un graveur italien du baroque.
Son père, Cristoforo Coriolano, et son frère, Giovanni Battista Coriolano, étaient également des graveurs sur bois (même si le lien de parenté n'est pas clairement défini : Giovanni Battista est parfois présenté comme le fils de Bartolomeo, et Cristoforo serait trop âgé pour être le père de Bartolomeo). Bartolomeo a eu une fille, Theresa Maria Coriolano (en), devenue peintre et graveuse.
Coriolano a été formé par le peintre Guido Reni et a réalisé beaucoup de ses estampes d'après les œuvres de son maître. Quoiqu'il n'ait en rien innové la technique de la gravure sur bois, il a eu beaucoup de succès, et a été remarqué par le pape Urbain VII, qui l'a fait chevalier, en tant que comte romain, et lui a versé une pension.

## Biographie
Bartolomeo Coriolano est né à Bologne soit en 1590 soit vers 1599. Son père, Cristoforo Coriolano, est originaire de Nuremberg et lorsqu'il s'installe à Venise, il change son nom de famille de Lederer à Coriolano. Il meurt dans cette ville en 1600. Le temps écoulé entre cette date et celle de la première œuvre de Bartolomeo Coriolano est si important que le lien de parenté est remis en question. À ceci ajouter que Cristoforo Coriolano aurait travaillé avec Giorgio Vasari en 1568, ce qui le rend particulièrement âgé quand Bartolomeo est né.
Quoi qu'il en soit, comme leur présumé père, Bartolomeo et son frère Giambattista (né en 1595 ou en 1589 et mort le 8 janvier 1649) deviennent graveurs sur bois. 
Il est d'abord formé par son père à l'Académie bolonaise des Incamminati des frères Carache. Il devient par la suite l'élève de Guido Reni, dans l'atelier duquel, il apprend la gravure sur bois. Après que le graveur sur bois à succès Andrea Andreani meurt, Coriolano prend sa place. Il travaille à Bologne de 1630 à 1647 et se consacre à faire des gravures d'après les dessins de Reni et du Guerchin.
Le succès de ses imitations de Reni attirent l'attention du pape Urbain VIII. Un ensemble de ses estampes d'après les Carache, Reni et autres est dédié à ce dernier et Coriolano réalise une estampe de la Vierge Marie pour le pape. Urbain VIII lui offre un salaire et le fait chevalier de Loreto (Cavaliere di Loreto),. À cette époque, Coriolano se fait appeler Romanus Eques, « chevalier romain », en référence à son titre.
Coriolano a eu une fille, Theresa Maria Coriolano (en), qui est devenue graveuse et peintre.

## Œuvre

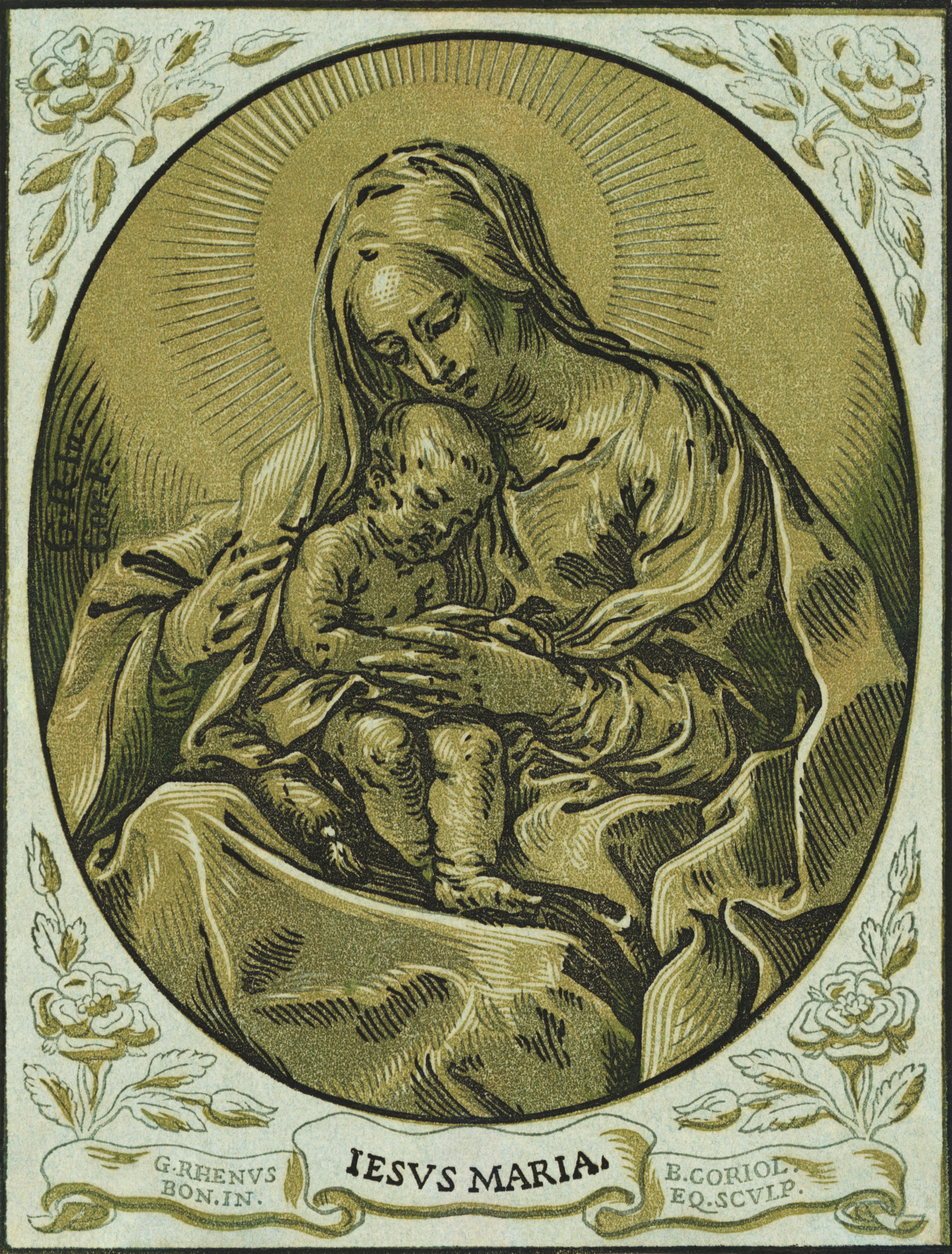
La Vierge à l'Enfant endormi, gravure en clair-obscur.

### Style et œuvres notables
L'œuvre de Bartolomeo est la plus reconnue, parmi les Coriolano : les œuvres sont datées entre 1627 et 1647. Son style est proche de l'utilisation allemande du noir pour les contours et du marron pour le reste. Lui comme son frère sont des adeptes du clair-obscur et utilisent deux blocs pour leurs estampes, à la manière allemande. Sur le premier, il taille les contours et les ombres noires, comme les hachures ; dans le deuxième, il fait les demi-teintes. Les estampes de Coriolano lui ont apporté une grande reconnaissance, même s'il n'a en rien innové dans la technique.
Plusieurs artistes contemporains à Coriolano se sont reposés sur les œuvres de Guido Reni, leur style et leur composition, pour produire leurs propres compositions. Coriolano, en particulier, a basé de nombreuses gravures sur ces œuvres, comme dans Salomé avec la tête de Jean-Baptiste (1631). Ses œuvres principales sont Saint Jérôme en méditation devant un Crucifix, Hérode avec la tête de Jean-Baptiste et La Vierge à l'Enfant endormi. D'autres œuvres notables sont La Chute des géants (1638), une estampe sur quatre feuilles (813 × 584 mm, Les Quatre Sibylles, Paix et abondance (1642), Jupiter jetant des éclairs aux géants (1647) et Les Sept Âges.

### Publications
- (la) Giovanni Paolo Nazari, Bartolomeo Coriolano, Commentaria et controuersiae in primam [-tertiam] partem Summae D. Thomae Aquinatis auctore admod R.P.F. Io Paulo Nazario Cremonensi Ordinis praedicatorum sacrae theologiae doctore, Bononiae collegiato, & nunc tertium in accademia Bononiensi regente, vol. 3, 1620[11]
- (la) Matteo Bosso, Bartolomeo Coriolano, Giulio Ambrosini, Giovanni Battista Coccini, Matthæi Bossi Veronensis canonici regularis salvatoris Lateranensis Opera varia a Iulio Ambrosino eiusd. cong. canonico, collecta, recognita, et expolita, atq. per libros in hoc unum corpus discreta, nunc primum in lucem edita, Apud Victorium Benatium, 1628[12]
- (it) Bartolomeo Coriolano, Celestino Telera, Giovanni Battista Coriolano, Degli huomini illustri per santità de Celestini, Giacomo Monti, 1648[13]

### Conservation
De nombreux musées et institutions conservent des œuvres de Bartolomeo Coriolano :
- Danemark
  - Statens Museum for Kunst, Copenhague[14]
- Espagne
  - Bibliothèque nationale d'Espagne, Madrid[15]
- États-Unis
  - Art Institute of Chicago (Illinois)[16]
  - Bowdoin College Museum of Art (en), Brunswick (Maine)[17]
  - Detroit Institute of Arts (Michigan)[18]
  - Fralin Museum of Art (en), Charlottesville (Virginie)[19]
  - Metropolitan Museum of Art, New York (New York)[20]
  - Minneapolis Institute of Art (Minnesota)[21]
  - Musée d'Art Blanton, Austin (Texas)[22]
  - Musée d'Art du comté de Los Angeles (Californie)[23]
  - Musée d'Art John-et-Mable-Ringling, Sarasota (Floride)[24]
  - Musée des Beaux-Arts de Boston (Massachusetts)[25]
  - Musée des Beaux-Arts de Houston (Texas)[26]
  - National Gallery of Art, Washington (district de Columbia)[27]
  - Smart Museum of Art, Chicago (Illinois)[28]
  - University of Michigan Museum of Art (en), Ann Arbor (Michigan)[29]
  - Worcester Art Museum, Worcester (Massachusetts)[30]
- France
  - Bibliothèque nationale de France, Paris[31]
- Hongrie
  - Musée des Beaux-Arts de Budapest[32]
- Japon
  - Musée national de l'Art occidental, Tokyo[33]
- Nouvelle-Zélande
  - Musée d'Art d'Auckland[34]
- Royaume-Uni
  - Ashmolean Museum, Oxford[35]
  - British Museum, Londres[36]
  - Royal Collection[37]